# Gabriela Patricia Chávez
Gabriela Patricia Chávez (Buenos Aires, 9 de abril de 1989) es una jugadora de fútbol argentina, que se desempeña como defensora en el club Social Atlético Televisión (S.A.T.).
Jugó en varios equipos de la primera división de fútbol femenino y fue parte de la selección nacional de fútbol argentino durante los Juegos Olímpicos de Pekín 2008. Integró el plantel de Boca Juniors, hasta 2022. Entre los años 2011 y 2017 se desvinculó de la práctica del fútbol por 6 años, pero luego regresó en el 2017 fichando con el club UAI Urquiza.

## Trayectoria
Juega de lateral por derecha y es habitual en la Selección Argentina. Su principal virtud dentro de la cancha es que es una futbolista de contención que se acopla rápidamente al juego en equipo, dado que se trata de una jugadora polifuncional: puede jugar tanto en la defensa como en la mitad de la cancha. Sus primeros pasos en el fútbol de AFA llegaron de la mano de San Lorenzo en el 2008, al mismo tiempo que era convocada a sus primeras citaciones en selecciones juveniles. De ahí pasó en el año 2011 al Club Atlético Independiente de Avellaneda, donde se afianzó en el equipo titular. Dejó el fútbol entre los años 2011 y 2017, pero luego regresó a la actividad.
En el año 2017 fue tentada por el potencial de la UAI Urquiza en ese momento. Sin embargo, luego de solo una temporada en el Furgón de Villa Lynch volvería a cambiar de club, esta vez para jugar en Platense. En el Calamar se convertiría en la primera jugadora en la historia del club en ser citada a la Selección. Luego de tener varios minutos y buenos partidos en el equipo de Vicente López, en el 2018 se sumó a River Plate, club con el que peleó el título en la última temporada, terminando subcampeonas al caer en la última fecha ante la UAI, que fue campeón. 
En el 2019 fue profesional por primera vez, jugó un Mundial y obtuvo la histórica medalla de plata en los Panamericanos de Lima. Tras jugar estos dos inolvidables torneos internacionales, se sumó a Boca a mediados de 2019 para pelear el campeonato con las Gladiadoras y empezar su etapa en el club de la ribera, cumpliendo así el hecho de haber jugado en 4 de los 5 grandes equipos del país. Su experiencia y jerarquía se hizo notar dentro de la cancha y fue titular en casi todos de los 16 partidos del torneo. En enero de 2022 deja Boca Juniors y firma con Estudiantes de Buenos Aires.

## Selección nacional
Su historia con la Selección Argentina arranca cuando ella tenía solo 17 años, en el año 2006. Fue convocada para jugar por primera vez con la celeste y blanca al Mundial Sub-20 de ese año y repetiría su participación en el mismo torneo del 2008. El 24 de noviembre de 2006 se produjo su debut oficial con la Selección mayor y no fue en un amistoso, sino en plena competencia: tuvo lugar en el Campeonato Sudamericano que llevaría a las chicas al Mundial tras ganarle en la final a Brasil. Estuvo presente además en tres Juegos Panamericanos (2007, 2011 y 2019), tres Mundiales (2007, 2019 y 2023), los Juegos Olímpicos de Beijing 2008, Copa América 2018 y Copa América 2022 en ambos obtendría un tercer puesto que clasificaría a Argentina al Mundial de Francia 2019 (jugando previamente un repechaje) y al Mundial Australia-Nueza Zelanda 2023, torneos en los cuales también estuvo presente Gaby, completando así una gran trayectoria con el equipo nacional.

### Participaciones en Copas del Mundo
| Torneo               | Sede                     | Resultado    | Partidos | Goles | Asistencias |
| -------------------- | ------------------------ | ------------ | -------- | ----- | ----------- |
| Copa Mundial de 2007 | China                    | Primera fase | 3        | 0     | 0           |
| Copa Mundial de 2019 | Francia                  | Primera fase | 0        | 0     | 0           |
| Copa Mundial de 2023 | Australia/ Nueva Zelanda | Primera fase | 0        | 0     | 0           |

### Clubes
| Club             | País      | Año               |
| ---------------- | --------- | ----------------- |
| San Lorenzo      | Argentina | 2006 - 2007       |
| Independiente    | Argentina | 2007 - 2009       |
| Boca Juniors     | Argentina | 2009 - 2011       |
| UAI Urquiza      | Argentina | 2017              |
| Platense         | Argentina | 2018              |
| River Plate      | Argentina | 2018 - 2019       |
| Boca Juniors     | Argentina | 2019 - 2022       |
| Estudiantes (BA) | Argentina | 2022 - 2023       |
| Boca Juniors     | Argentina | 2024              |
| S.A.T.           | Argentina | 2025 - actualidad |